# 茹拉夫廖夫卡农村居民点
茹拉夫廖夫卡农村居民点（俄语：Журавлёвское сельское поселение）是俄罗斯联邦别尔哥罗德州别尔哥罗德区所属的一个农村居民点。其下辖有2个居民点，行政中心为茹拉夫廖夫卡。据2016年统计，该农村居民点的人口为1391人。